# Echocardiography
Echocardiography is een internationaal, aan collegiale toetsing onderworpen wetenschappelijk tijdschrift op het gebied van de cardiologie.
Het wordt uitgegeven door Future Publishing en verschijnt 10 keer per jaar.
Het eerste nummer verscheen in 1984.